# 天牢二
大熊座57，又名BD+40 2433，HD 99787、SAO 62572、HR 4422，是大熊座的一颗恒星，视星等为5.31，位于銀經172.23，銀緯68.97，其B1900.0坐标为赤經11h 23m 41s，赤緯+39° 68.97′ 14″。